# Marlene Jennings
Pour les articles homonymes, voir Jennings.
Marlene Jennings, (10 novembre 1951 -) est une femme politique canadienne. Elle est la députée libérale de Notre-Dame-de-Grâce—Lachine de 1997 à 2011. Mme Jennings est la première femme québécoise noire à être élue au Parlement dans toute l'histoire de la Confédération. Elle est devenue membre du Conseil privé en juillet 2004.
Mme Jennings est leader adjointe à la Chambre pour l’Opposition officielle ainsi que la porte-parole libérale en matière d'Éthique du gouvernement et du réforme démocratique. Mme Jennings est membre du Groupe interparlementaire (d’amitié) Canada-Israël, dont elle a été vice-présidente de mai 2006 à novembre 2007 et présidente de février 2005 à avril 2006. Mme Jennings est aussi une vice-présidente (libérale) du Groupe multipartite pour la prévention du génocide et d’autres crimes contre l’humanité. 
De février 2007 à janvier 2008, Mme Jennings était porte-parole libérale en matière de justice. De février 2006 à janvier 2007, Mme Jennings était leader adjointe à la Chambre pour l’Opposition officielle. Précédemment, de juillet 2004 à octobre 2005, au sein du gouvernement libéral, Mme Jennings était secrétaire parlementaire du Premier ministre (particulièrement chargée des relations Canada-États-Unis). De janvier à décembre 2003, elle était secrétaire parlementaire du Solliciteur général du Canada et de septembre 2001 à décembre 2002, elle est secrétaire parlementaire de la ministre de la Coopération internationale.
De l’automne 1997 à février 2001, elle est secrétaire du Caucus libéral national. Ayant précédemment été secrétaire-trésorière du Caucus libéral du Québec, elle en fut la présidente de février à septembre 2001. 
Mme Jennings est membre de la Commission de police du Québec (1988-1990), puis de commissaire adjointe à la déontologie policière pour la province de Québec (1990-1997).
Mme Jennings a aussi pendant plusieurs années œuvré auprès des femmes, des peuples autochtones ainsi que des minorités ethniques et raciales dans les domaines de l'équité, de l'emploi et des communications. Son expérience à titre de déléguée syndicale et de gestionnaire des ressources humaines lui a permis d'acquérir une conscience aiguë des contraintes administratives et de leur incidence sur les relations de travail dans les secteurs privé et public. Dans le cadre de ses activités para-professionnelles, Mme Jennings a participé à de nombreuses conférences internationales et nationales sur la gestion des affaires publiques, la déontologie policière, les relations raciales et les questions féminines au sein des minorités. Bénévole engagée dans bon nombre d'associations communautaires à buts non lucratifs et très versée dans les questions touchant la responsabilisation des pouvoirs publics et la surveillance civile de l'application de la loi, elle a aussi été récipiendaire du prix Jackie Robinson, décerné aux professionnels par l'Association montréalaise des gens d'affaires et de profession noirs.
Marlene Jennings est née le 10 novembre 1951, à Longueuil. Elle « est le fruit de l’union d’un homme noir émigré de l’Alabama et d’une femme blanche francophone, dont les ancêtres, français et belges, avaient défriché le Manitoba, dont un aux côtés du grand défenseur des Autochtones et de la langue française Louis Riel ». Après des études en littérature anglaise et en psychologie à l'Université McGill, sans l'obtention d'un diplôme, elle a obtenu en 1986 un baccalauréat en droit (LL.B.) à l'Université du Québec à Montréal, puis a été assermentée au Barreau du Québec en 1988. Elle a aussi terminé, en 1990, une partie d’un programme de MBA pour gens d'affaires à l'Université Concordia. Bilingue (anglais et français), elle possède aussi une bonne connaissance de l'italien. Mme Jennings est mariée depuis 1974 à Luciano Del Negro et ils ont une fille, Anne-Darla.
Lors des élections de 2011, elle fut défaite par la néo-démocrate Isabelle Morin.